# Алесандро Цан
Алесандро Цан (итал. Alessandro Zan; Падова, 4. октобар 1973) јесте италијански левичарски политичар и активиста за ЛГБТ права.

## Политички ангажман
Цан је водећи члан италијанске геј организације Арчигеј. Од 2013. године је члан Дома посланика Републике Италије.